# Приватне життя Єлени Троянської
Приватне життя Єлени Троянської (англ. The Private Life of Helen of Troy) — американська кінокомедія режисера Александра Корди 1927 року. Фільм був номінований на премію «Оскар» за найкращі титри.
В наші дні залишилася тільки третина фільму — двадцять дев'ять з половиною хвилин плівки — яка зберігається в архіві Британського інституту кінематографії.

## У ролях
- Марія Корда — Єлена
- Льюїс Стоун — Менелай
- Рікардо Кортес — Паріс
- Джордж Фоусет — Етоуніус
- Еліс Вайт — Едрест
- Білл Елліотт — Телемах
- Том О'Брайен — Улісс
- Берт Спротте — Ахіллес
- Маріо Карілло — Аякс
- Джордж Котсонарос — Гектор
- Еміліо Боргато — Сарпедон
- Константин Романофф — Еней
- Еліс Едейр — Афродіта
- Гелен Фейруезер — Афіна
- Вірджинія Томас — Гера